# Мондадори, Арнольдо
Арно́льдо Мондадо́ри (итал. Arnoldo Mondadori; 2 ноября 1889, Поджо-Руско — 8 июня 1971, Милан) — итальянский книгоиздатель, основатель крупнейшего в стране издательства Arnoldo Mondadori Editore. Родился в бедной семье, с юных лет был вынужден работать. Одно время работал подмастерьем в небольшой типографии; позднее смог получить кредит и выкупить её. Через некоторое время Мондадори превратил типографию в полноценное издательство, начав с печати книг для детей, позднее — учебников. В годы фашизма был приверженцем этой идеологии и печатал идеологические книги, при этом он наладил выпуск переводных, прежде всего американских, книг, рассчитанных на широкие народные массы. После Второй мировой войны — руководитель крупнейшего издательства Италии, в котором публиковались книги и журналы практически для всех слоёв населения. После его смерти издательство оставалось в собственности семьи до 1991 года, а затем приобретено холдингом Сильвио Берлускони Fininvest.

## Биография

### Ранние годы
Арнольдо Мондадори родился в небольшой коммуне Поджо-Руско провинции Мантуя 2 ноября 1889. Он был третьим из шести детей Доменико Секондо Мондадори и Эрменеджильды Куголы. Отец Арнольдо был мелким ремесленником, бравшимся за разную работу, в поисках которой отец с семьёй многократно переезжал с места на место — сперва в Гадзо-Веронезе, а в 1897 году в Остилью, где он открыл небольшую остерию. Семья страдала от хронического безденежья, поэтому Арнольдо рано бросил учёбу и сперва подрабатывал посыльным, а в возрасте 14 лет устроился подмастерьем в мастерскую. В 1906 году победил в литературном конкурсе, проводившимся журналом Letture per la gioventù (с итал. — «Чтение для молодёжи»), за что получил премию в 5 итальянских лир, которые он потратил на самообразование.
Увлёкся социалистическими идеями и в 1907 году был избран в партийный комитет провинции Мантуя, где ему было поручено заниматься изданием партийной газеты Luce! Giornale popolare istruttivo (с итал. — «Свет! Обучающая народная газета»), для чего устроился подмастерьем в небольшую расположенную в Остилье, типографию Tipografia e cartoleria L. Manzoli (с итал. — «Типография и писчебумажный магазин Л. Манцоли»), которая занималась печатью бланков, упаковочных материалов и подобной продукции. Типография была старая, владелец работал по привычке и не хотел изменений и нововведений, но эта работа позволила Мондадори научиться особенностям типографского дела. Через некоторое время Арнольдо удалось получить заём в Мантуанском сельскохозяйственном банке и выкупить типографию, преобразовав её в семейное предприятие La Sociale di A. Mondadori e C. (с итал. — «Общество А. Мондадори и Кº»).

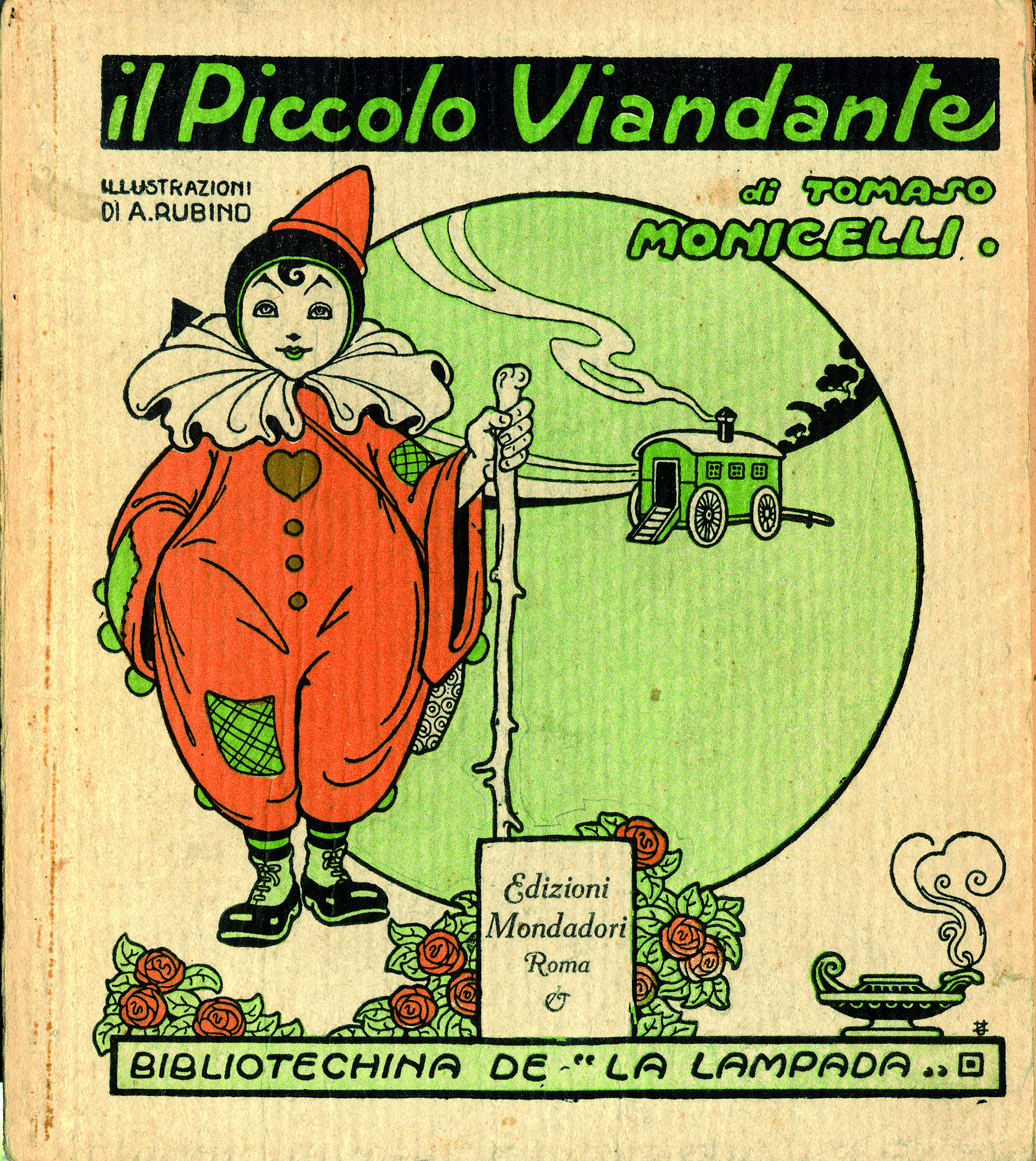
Одна из первых книг, изданных Арнольдо Мондадори — «Маленький скиталец» Томмазо Моничелли

Первый шаг в превращении небольшой типографии в книжное издательство случился в 1912 году, когда местный писатель Томмазо Моничелли обратился к Мондадори с просьбой помочь ему в издании написанного им сборника рассказов Aia Madama, что и было сделано. Моничелли, ставший со временем известным писателем, сохранил дружбу с Мондадори на долгие годы. В 1913 году Мондадори женился на его сестре Андреине. Вскоре Арнольдо затеял выпуск серии детских книг Bibliotechina dela Lampada (с итал. — «Библиотечка Лампы», 1912—1927), которую презентовал как «серию книг для приятного чтения, помимо учебников». Первой в серии вышла книга того же Моничелли Il piccolo viandante (с итал. — «Маленький скиталец»). За ней последовали книги уже более известных писателей, например, La signorina Zesi (с итал. — «Девица Дзези») Антонио Белтрамелли, La primavera di Giorgio (с итал. — «Весна Джорджо») Луиджи Капуаны и I tre talismani (с итал. — «Три талисмана») — сборник из шести сказок, вышедших из-под пера Гвидо Гоццано. В то же время Мондадори наладил выпуск многочисленных книг для школьников — учебных пособий, грамматик и книг для чтения.
Начавшаяся Первая мировая война замедлила развитие предприятия, но Арнольдо Мондадори смог наладить печать издававшихся за государственный счёт фронтовых газет и листовок, пропагандистских материалов. Он работал с такими авторами, как Арденго Соффичи и Ренато Симони, с иллюстратором Антонио Рубино. Это позволило Мондадори расширить своё предприятие, поглотив несколько других небольших типографий и издательств. В 1919 году (по другим данным — в 1923 году) головной офис издательства переехал в Милан; в 1921 году у Мондадори уже был офис в Остилье, типографские мощности в Вероне и филиал в Риме. В том же году издатель познакомился с Сенаторе Борлетти — текстильным магнатом и заметным деятелем зарождавшейся Национальной фашистской партии, другом поэта Габриеле Д’Аннунцио, а также советником Итальянского дисконтного банка. Это знакомство позволило Мондадори получить определённую финансовую независимость, а также новые знакомства в литературных кругах.
В том же 1921 году Мондадори решил сделать специализацией издательства публикацию изданий для детей и подростков. Ему удалось стать одним из двух издательств, получивших государственный подряд от Министерства народного образования Италии на печать школьных учебников (другим было флорентийское издательство Bemporad). Вместе с тем, Арнольдо продолжал издавать несколько серий книг для детей — к Lampada добавилась серия Filastrocche (с итал. — «Скороговорки», 1921—1933) и выходивший ежемесячно, а затем один раз в две недели, журнал Giro giro tondo, во главе которого встал Бетрамелли. В 1925 году этот журнал объединился с детским журналом Giornalino della domenica (с итал. — «Воскресный журнальчик», который выходил под руководством Вертелли до 1927 года. Однако, наибольший успех имела покупка в 1921 году у издательства Cogliati прав на издание детской энциклопедии Enciclopedia dei ragazzi, перевода британской The children’s encyclopedia Артура Ми. Cogliati выпускали энциклопедию с 1911 до 1913 года, но несмотря на достаточный успех, финансовые возможности этого небольшого издательства оказались недостаточными для превращения энциклопедии в коммерчески успешный продукт. Помня о проблемах Cogliati, Мондадори сперва был осторожен и выпускал энциклопедию отдельными брошюрами, но в отличие от своих незадачливых предшественников, сопроводил выпуск этого издания массированной рекламной кампанией. В 1926 году энциклопедия была переиздана в шести томах, в 1930 году — в двенадцати, её тираж достиг 5000 экземпляров. В 1935 году Мондадори выпустил новое, заново переведённое и свёрстанное издание детской энциклопедии — всего она переиздавалась около 40 раз, последний раз уже после смерти Арнольдо, в 1979 году.
Мондадори не стремился открывать новые имена, предпочитая работать с уже известными и хорошо зарекомендовавшими себя авторами, переманивая их из других издательств — для этого он запустил в 1920 году выходившую до 1924 года серию La Grazia. К началу 1920-х годов Мондадори сформулировал для себя три принципа, на которых должно строиться успешное издательство. Первый состоял в работе на детскую аудиторию — здесь, помимо вышеназванных, Арнольдо удалось привлечь таких авторов, как Фабио Томбари и Джана Ангуиссола. Также Мондадори выпустил чрезвычайно успешную книгу Libro dei perché (с итал. — «Книга вопросов»), в которой её авторы отвечали на многие вопросы, интересовавшие маленьких читателей, иногда любопытные и странные: почему текут слёзы? почему снятся сны? почему Пизанская башня наклоняется, но не падает? Вторым принципом была работа с известными уже авторами, такими как Сибилла Алерамо, Массимо Бонтемпелли, Лучо Д’Амбра, Альфредо Панцини. Третий принцип состоял в публикации всех сочинений трёх «классиков» итальянской литературы: Джованни Верги, Джованни Пасколи и Антонио Фогаццаро.

### В годы фашизма

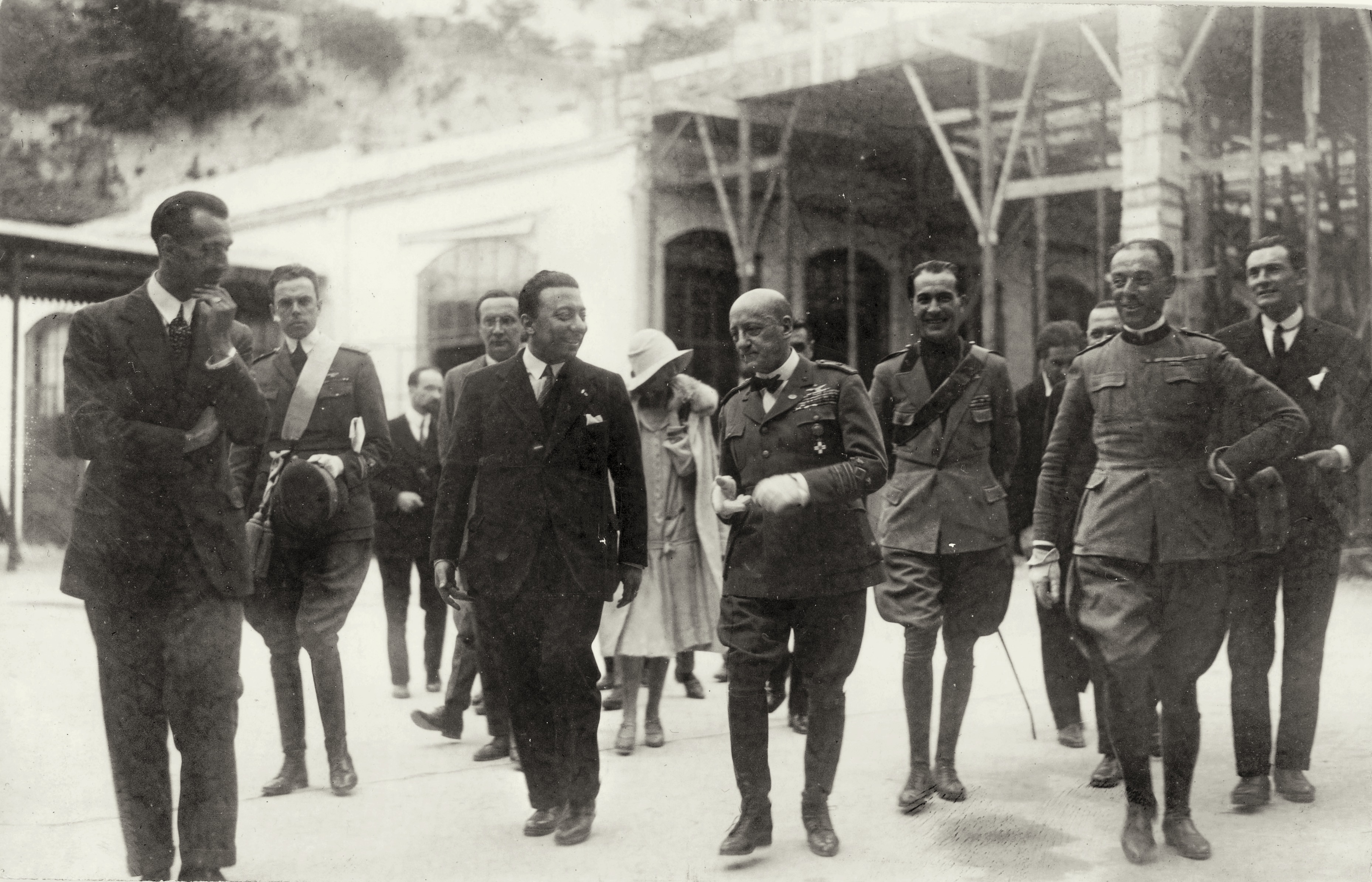
Арнольдо Мондадори и Габриеле Д’Аннунцио (в центре)

В 1923 году по предложению Борлетти Мондадори приобрёл миланскую ежедневную газету Il Secolo, которая при новом руководстве из радикально-демократической стала проводником фашистской идеологии и должна была противостоять относительно либеральной газете Corriere della sera. Таким образом Мондадори обеспечил себе доброжелательное отношение со стороны фашистского режима, что позволило ему и его издательству иметь коммерческий успех. 27 февраля 1924 года Мондадори вступил в Национальную фашистскую партию. В 1926 году он опубликовал апологетическую биографию фактического руководителя страны и лидера фашистской партии Бенито Муссолини Dux (с лат. — «Вождь»), написанную Маргеритой Сарфатти. Книга была издана тиражом 25 000 экземпляров и имела большой коммерческий успех. Тогда же Мондадори была создана книжная серия Politeia, преобразованная в 1933 году в Panorami di vita fascista (с итал. — «Панорама фашистской жизни»), в которой публиковались труды идеологов фашизма — таких, как Итало Бальбо, Джузеппе Боттаи, Альфредо Де Марзико, Акилле Стараче и Роберто Фариначчи.
Особое место среди книжных изданий Арнольдо Мондадори в те годы заняла публикация полного собрания сочинений Габриеле Д’Аннунцио. После сложных пятилетних переговоров король Виктор Эммануил III учредил в июне 1926 года Национальный институт по изданию всех трудов Д’Аннунцио (итал. Istituto nazionale per l’edizione di tutte le opere di D’Annunzio), президентом которого был назначен министр народного образования Пьетро Феделе, вице-президентом — Сенаторе Борлетти, а генеральным директором — Арнольдо Мондадори. Почётным президентом стал сам Бенито Муссолини. Капитал предприятия составил 6 000 000 лир, из которых 3 500 000 лир были выделены государством, 1 500 000 лир вложил Мондадори и ещё 1 000 000 лир — сам Д’Аннунцио. Специально для этого издания, которое было завершено к 1936 году и выполнено на высочайшем полиграфическом уровне, Мондадори совместно с издателем Джованни Мардерштайгом, создал в Вероне новое полиграфическое предприятие. Издание имело большое коммерческий успех.
Как уже было сказано выше, в первые десятилетия своего существования издательство Арнольдо Мондадори большую часть своей прибыли получало от издания школьных учебников. Принятое в 1928 году фашистским правительством решение об издании для начальной школы единых учебников серьёзно подкосило издательский бизнес как Мондадори, так и его конкурентов, однако благодаря хорошим связям в руководстве фашистской партии Арнольдо удалось вскоре получить право издания написанных под контролем властей учебников. Ему удалось восстановить свои позиции, сначала заняв около 30 % этого рынка, а после прекращения деятельности в 1938 году издательства Bemporad, получив фактическую монополию в этом сегменте издательского бизнеса. В 1941 году Мондадори получил от Боттаи золотую медаль «за достижения в области народного образования».

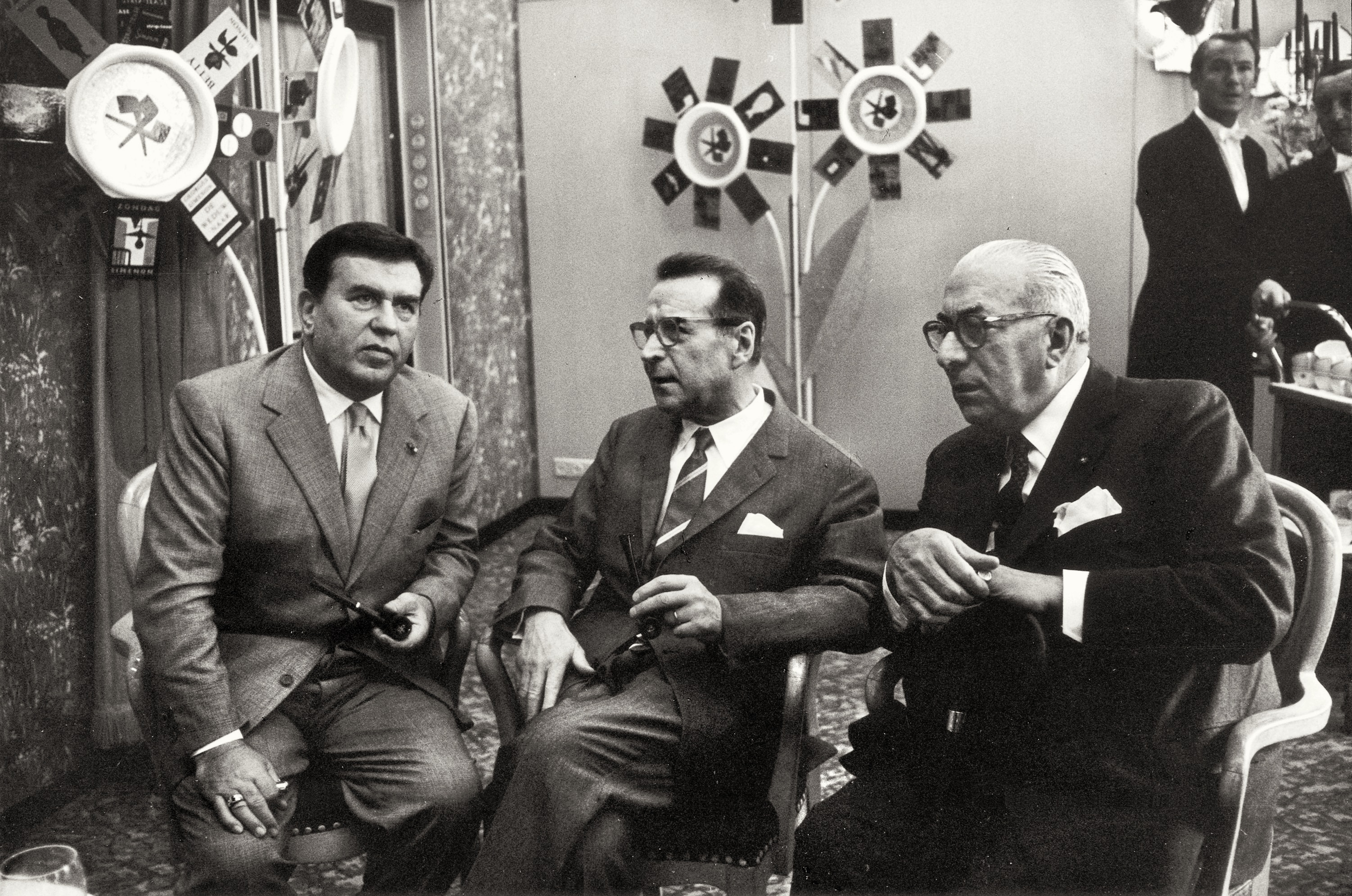
Арнольдо Мондадори, Жорж Сименон и Джино Черви

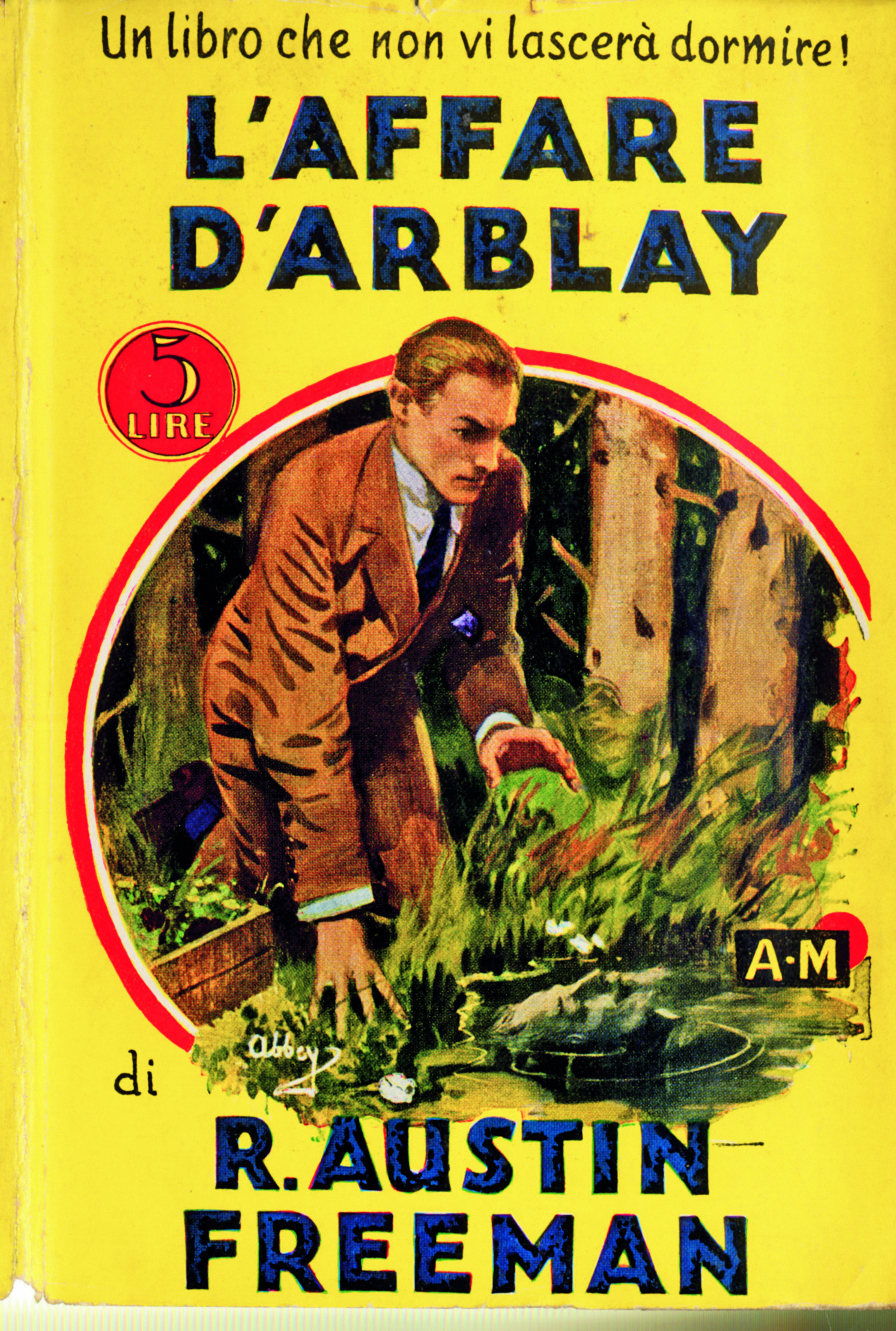
Переводной детективный роман издательства Мондадори в знаменитой жёлтой обложке, 1931

Также в 1920—1930-х годах Арнольдо Мондадори запустил в своём издательстве публикацию нескольких «народных» серий книг, преимущественно переводных, которые пользовались большим успехом. Среди них серия переводных детективных романов I Libri gialli (с итал. — «Детективные книги», дословно — «Жёлтые книги»; 1929—1941, затем с 1946 по настоящее время), серия детективных романов Жоржа Сименона I Libri neri. I romanzi polizieschi di George Simenon (с итал. — «Чёрные книги. Полицейские романа Жоржа Сименона»; 1932—1933), серия любовных романов Biblioteca romantica (с итал. — «Романтическая библиотека»; 1931—1942). Начала выходить серия для более взыскательных читателей Medusa (1933—1971) — в ней публиковались произведения международно признанных иностранных авторов, например, «Девушка ждёт» нобелевского лауреата Джона Голсурси, первый том тетралогии Томаса Манна «Иосиф и его братья» или «Нарцисс и Златоуст» Германа Гессе. В 1935 году Мондадори удалось подписать контракт с Уолтом Диснеем на право публикации книг по мотивам мультфильмов последнего, среди которых большим успехом у детей пользовалась серия Topolino (Микки Маус, дословно — «Мышонок»). Таким образом, Арнольдо Мондадори удалось занять значительную часть ниш издательского бизнеса, предложив серии книг для всех возрастов, всех полов и всех уровней грамотности. В 1937 году Альберто создал серию Omnibus, одной из первых публикаций в которой был роман «Унесённые ветром» Маргарет Митчелл. Однако, публикация многочисленных переводных изданий вызвала неприятие значительной части фашистского общества, в котором декларировался курс на автаркию. Мондадори отбивался от этих обвинений, называя себя «хорошим фашистом», который проводит курс на освобождение страны от субъектности относительно других стран и языков.
В 1932 году Арнольдо Мондадори предпринял издание ещё одной биографии Муссолини, которая была оценена как современниками, так и последующими исследователями с большой долей недоумения, потому что её написание было поручено издателем немецкому еврею Эмилю Людвигу. Выбор был, вероятно, продиктован тем, что Людвиг уже писал до этого для издававшейся Мондадори с 1926 года серии Le Scie (с итал. — «Следы») ряд биографий исторических деятелей — Вильгельма II, Гёте и других. Книга вышла в 1933 году под заголовком Colloqui con Mussolini (с итал. — «Беседы с Муссолини»), поскольку строилась в значительной части на разговорах биографа со своим героем. Несмотря на то, что гранки книги были вычитаны лично Муссолини, публикация вызвала бурю возмущения среди наиболее фанатичных сторонников фашизма, обвинявших автора и издателя в неправильной трактовке биографии Дуче. Мондадори оправдался «неточным» переводом с немецкого, заказал ещё один перевод, вышедший в октябре того же года, в котором сомнительные с точки зрения официоза места (например, взаимоотношение с Ватиканом) были поправлены.
В 1939 году Арнольдо начал выпуск иллюстрированного журнала Tempo, построенного по принципу американского Life. Этот информационный новостной журнал был нацелен на широкую публику, а не на элиту, но при этом был богато иллюстрирован, в нём использовалась цветная печать — редкость для того времени. Во главе редакции встали Индро Монтанелли и Альберто Латтуада, художественной частью заведовал Бруно Мунари.
В конце 1930-х годов даже лавированию Мондадори пришёл конец — фашистский режим становился всё более жёстким, в результате издательствам пришлось вносить существенные коррективы в редакционную политику. Так, пришлось убирать из издательских планов книги еврейских авторов. Этого не избежал даже близкий к власти Арнольдо Мондадори — в том же году он в последний раз попытался умилостивить руководителей страны, опубликовав рассчитанную на детей Primo libro del fascista (с итал. — «Первую книгу фашиста»), после чего обратился к министру народной культуры с разрешением продолжить публикацию переводных изданий, но получил отказ по поводу значительной их части.

### Во время Второй мировой войны
В 1939 году началась Вторая мировая война, в которую Италия вступила на стороне нацистской Германии. Первоначально боевые действия разворачивались вдали от итальянской территории и оказывали мало влияния на жизнь и деятельность Арнольдо Мондадори. Однако, с 1942 года Милан начал подвергаться бомбардировкам англо-американской авиации, что вынудило Мондадори перевести главный офис своего издательства из этого города в Верону. В июле 1943 года Союзники высадились на Сицилии и стали быстро продвигаться на север Италии. 25 июля режим Муссолини пал. На следующий день Мондадори направил сменившему Дуче на посту главы государства маршалу Пьетро Бадольо телеграмму, в которой выразил своё поздравление и изъявил готовность сотрудничать с новым правительством. Однако, одновременно на север страны вошли немецкие войска и создали марионеточную Итальянскую социальную республику со столицей в городке Сало́, правительство которой реквизировало в сентябре того же года у Мондадори обе веронские типографии для печати собственных пропагандистских материалов.

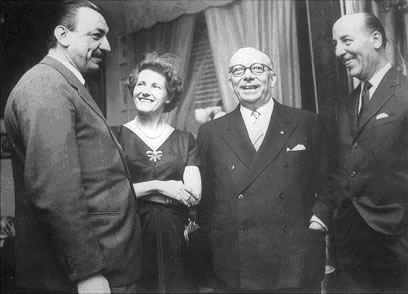
Альберто Мондадори, Арнольдо Мондадори и Валентино Бомпьяни

11 ноября того же 1943 года Арнольдо Мондадори счёл за благо перебраться в нейтральную Швейцарию, где к тому моменту уже находились его сыновья Альберто и Джорджо. Вскоре к ним присоединились другие члены семьи. За полтора года пребывания в Швейцарии в семье Мондадори созрел и вылился на поверхность серьёзный конфликт, одной стороной которого был Арнольдо, а другой — его старший сын Альберто. Арнольдо Мондадори стремился сохранить компанию в качестве семейного бизнеса, и потому в течение уже длительного времени старался приобщать к нему Альберто. Однако, после переезда в Швейцарию Альберто выразил явное несогласие с проводившейся отцом издательской политикой, кульминацией которого стало написанное им 9 февраля 1945 года пространное письмо отцу. В письме Мондадори-младший высказывал ясные антифашистские устремления, призывал отца отказаться от заигрывания с правыми, превратить издательство в рупор прогрессивных сил и начать публикацию политических книг и эссе в рамках обсуждения будущего послевоенной Италии. Уже на следующий день Арнольдо Мондадори ответил сыну другим письмом, указывая на своё желание стать вне политики и рассматривать издательство исключительно в качестве коммерческого предприятия.
В условиях внутрисемейного конфликта Альберто и Джорджо первыми вернулись в Италию в апреле 1945 года, в то время как Арнольдо задержался в Швейцарии и вернулся на родину позднее. В результате сложных переговоров с Комитетом национального освобождения, проводившим борьбу с фашистским наследием, был найден компромиссный вариант — издательство оставалось в руках прежних владельцев, но для контроля за их деятельностью назначался комиссар от КНО — социалист Уго Гуидо Мондольфо. Тем не менее, после проделанной КНО исследовательской работы по деятельности Арнольдо Мондадори за время правления фашистов, в октябре 1945 года было принято решение о возможности возвращения к руководству издательством Арнольдо Мондадори в случае, если он возьмёт на себя обязательства по «повышению культурного уровня страны и формированию гражданского сознания».

### После войны

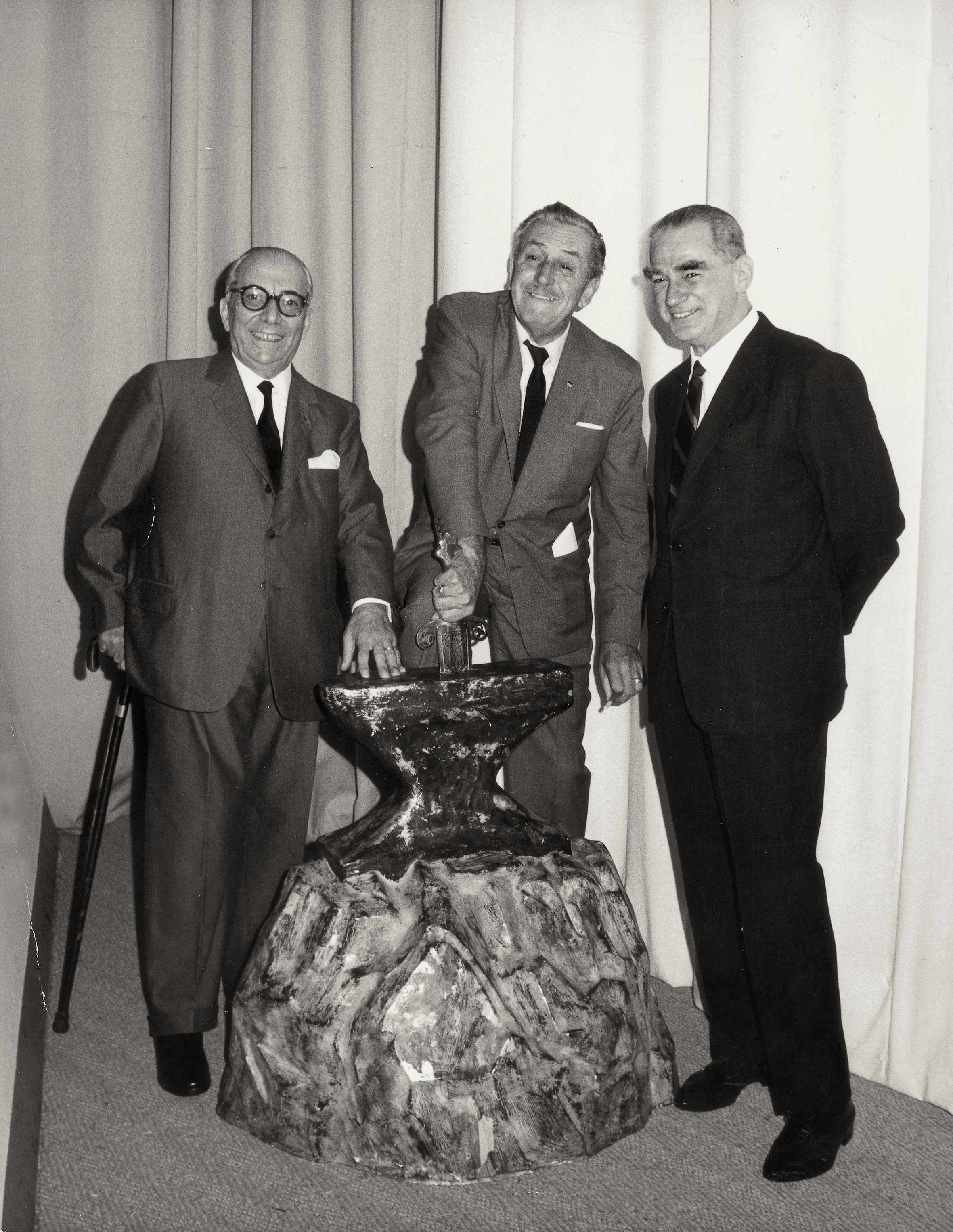
Арнольдо Мондадори и Уолт Дисней

Для сохранения своего бизнеса после войны Мондадори пришлось придерживаться в издательской политике проправительственного курса, или, как он сам говорил «держаться центристских партий». Поэтому, несмотря на то что директором издательства стал Альберто, выпуск продукции прежде всего концентрировался на аполитичных книгах. Были возрождены некоторые довоенные серии, такие как Libri gialli и Medusa, к которой добавилась La Medusa degli Italiani (с итал. — «Итальянская медуза»; 1947—1961). Вместе с тем, Мондадори решил избавиться от издания учебников, которое было выделено в дочернее общество с ограниченной ответственностью, во главе которого стал его брат Бруно Мондадори.
В 1948 году Арнольдо запустил новую книжную серию — Biblioteca moderna Mondadori (с итал. — «Современная библиотека Мондадори»), задачей которой был выпуск красиво оформленных книг по доступной цене. Книги в твёрдых обложках цвета слоновой кости с тиснением выпускались вплоть до 1965 года, когда были заменены на серию в мягкой обложке Oscar Mondadori (с итал. — «Оскары Мондадори»), в которой по-прежнему публиковались произведения качественной, преимущественно иностранной прозы.
Стремясь привнести в деятельность издательства новейшие веяния — как в техническом, так и в коммерческом плане — Арнольдо обратил свой взор в сторону Соединённых Штатов, куда сперва отправил «на разведку» сына Джорджо, а в 1949 году отправился сам. Результатом этих поездок стало возобновление сотрудничества с Уолтом Диснеем, а также начало сотрудничества с издателем журнала Life Генри Люсом. Благодаря сотрудничеству с последним, Мондадори начал выпуск нескольких иллюстрированных журналов, среди которых журнал о кино Bolero Film и женский журнал Grazia. В начале 1950-х годов Мондадори приобрёл в США новое современное полиграфическое оборудование, что позволило ему начать выпуск ставшего чрезвычайно популярным еженедельного журнала Epoca, тираж которого достиг к 1954 году 400 000 экземпляров. Своим успехом журнал был обязан с одной стороны высочайшему качеству полиграфического исполнения, с другой — демонстративной аполитичности, что позволяло его читать людям самых разных политических убеждений, с третьей — сотрудничеству с такими авторами, как писатель Элио Витторини, фотограф Чезаре Дзаваттини, журналисты Индро Монтанелли и Джованни Спадолини.

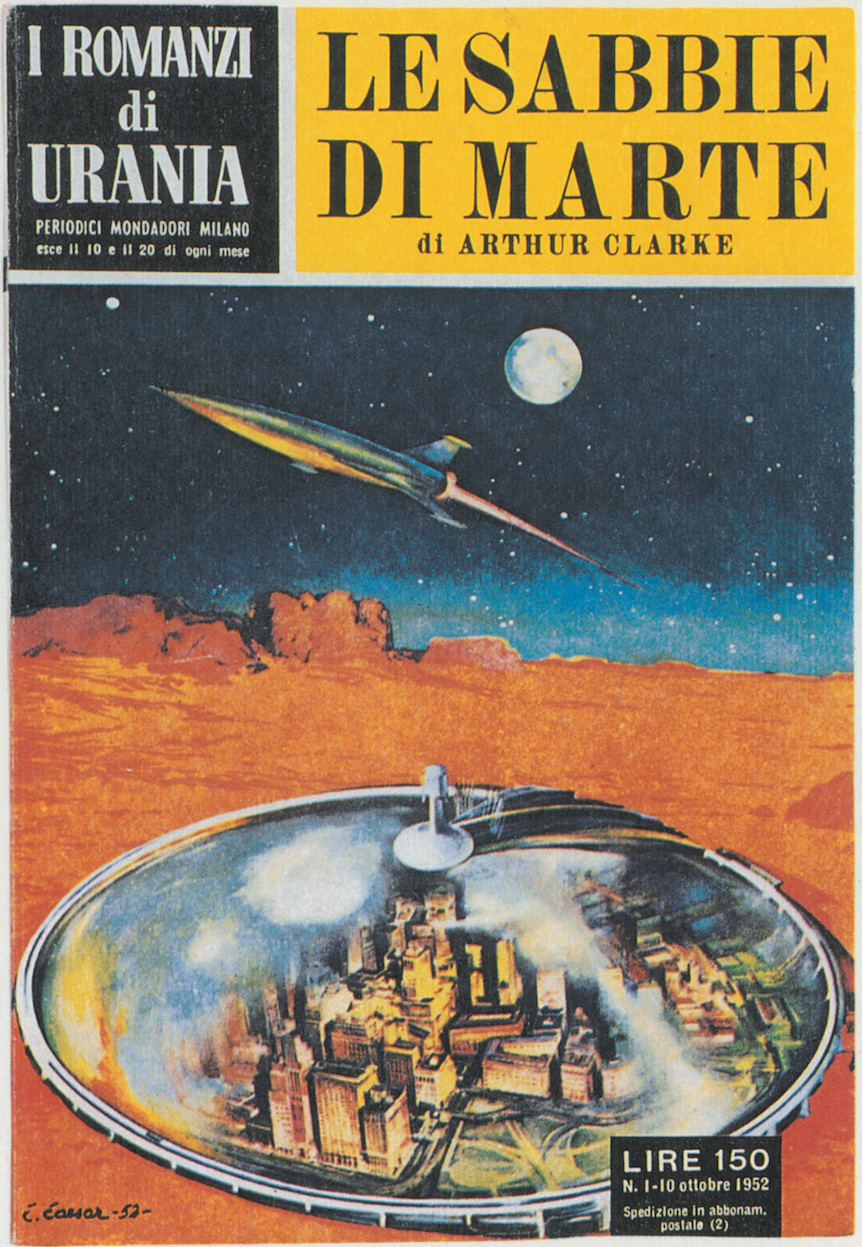
Первый номер журнала Urania, 1952

10 октября 1952 году был начат выпуск ежемесячного журнала научной фантастики Urania. Журнал был построен «по американскому принципу» и публиковал как сочинения известных фантастов, так и получаемые редакцией по почте произведения начинающих авторов. Вышло 14 номеров журнала, после чего он был закрыт, а Мондадори начал выпуск книжной серии научной фантастики с тем же названием. Несмотря на то, что к 1950-м годам книги издательства Арнольдо Мондадори уже присутствовали практически во всех книжных магазинах и газетных киосках Италии, в 1954 году началось строительство сети собственных книжных магазинов Mondadori. Чуть позже — в 1960-х началась также продажа книг с доставкой по почте.
В 1950-х годах заслуги Арнольдо Мондадори были оценены обществом — в 1957 году состоялось масштабное празднование 50-летия издательства, на котором присутствовали многие действительные и бывшие сотрудники, политики, прочие знаменитости. В 1959 году Мондадори была присвоена степень профессора honoris causa Павийского университета. Однако, в промежутке между этими двумя событиями произошло ещё одно, куда менее приятное — в 1958 году старший сын Арнольдо Альберто окончательно решил порвать с отцовским бизнесом и основал своё собственное издательство документальной прозы Il Saggiatore, президентом которого стал сам, а директором назначил Джулио Де Бенедетти. Новому издательству, тем не менее, так никогда и не удалось стать финансово рентабельным — несмотря на глубокую размолвку с сыном, Арнольдо продолжал делать вливания в этот убыточный бизнес.

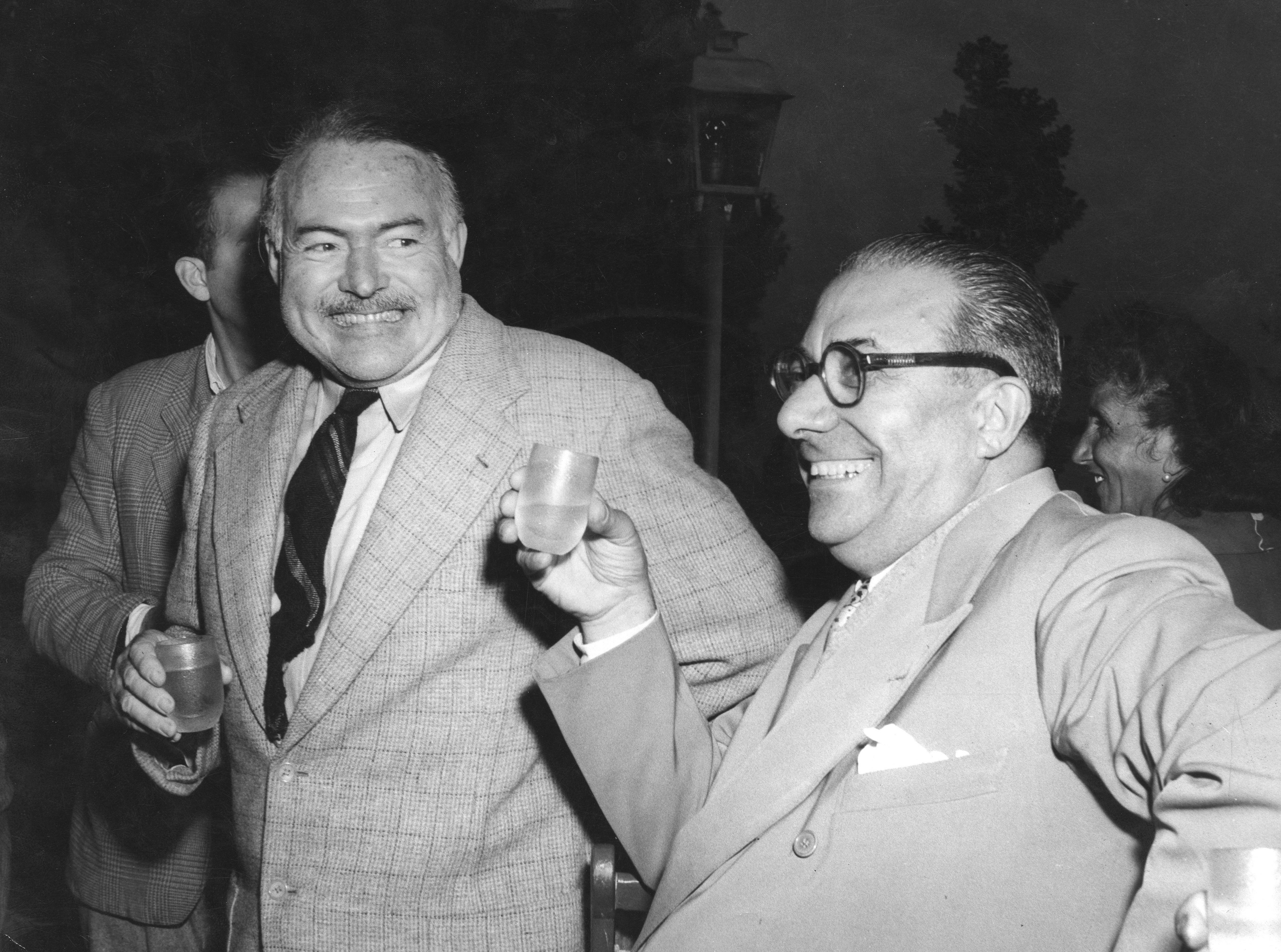
Арнольдо Мондадори и Эрнест Хемингуэй

В 1962 году издательская империя Мондодори начала выпуск ещё одного журнала — еженедельного общественно-политического издания Panorama, построенного по образу и подобию американских Time и Newsweek. В 1969 году появляется ещё одна книжная серия — I Meridiani, где выходили книги «навсегда современных классиков», первым из которых был сборник стихов Джузеппе Унгаретти.
В 1965 году Арнольдо предпринял несколько разнонаправленных действий, которые должны были увеличить продажи издательского дома. С одной стороны, им была приобретена бумагоделательная фабрика в Асколи-Пичено, что должно было уменьшить зависимость предприятий Мондадори от поставщиков бумаги. С другой — для того, чтобы охватить рынок тех читателей, которые не привыкли ходить по книжным магазинам, был затеян выпуск высококачественной прозы в качестве недорогих изданий в мягкой обложке, которые распространялись через газетные киоски — серия Gli Oscar Mondadori (с итал. — «Оскары Мондадори»). Первой книгой в новой коллекции была «Прощай, оружие!» Эрнеста Хемингуэя.
В последние годы своей жизни Арнольдо Мондадори предпринял ряд шагов, направленных на передачу управления издательством в руки наследников. Идеей Арнольдо было сохранить за собой пост почётного президента, на пост президента назначить сына Джорджо, а сыну Альберто и зятю Марио Форментону (женатому на дочери Арнольдо Кристине) предоставить посты вице-президентов. Однако, Альберто не согласился на такой вариант, потребовав для себя всей полноты власти в компании. Это означало окончательный и бесповоротный разрыв отца с сыном — на совещании руководства издательства 26 июля 1968 года было объявлено о перестановках, но Альберто среди руководителей компании не было. Тогда же было решено прекратить всякую поддержку основанного Альберто издательства Il Saggiatiore. В 1968 году, последний год руководства Арнольдо Мондадори, созданная им компания достигла впечатляющих успехов — оборот в 52 000 000 000 итальянских лир и 4000 человек персонала.
Арнольдо Мондадори скончался в Милане 8 июня 1971 года. После его смерти издательство оставалось в собственности семьи до 1991 года, а затем было приобретено холдингом Сильвио Берлускони Fininvest.

## Награды
- 1925 — Орден Трудовых заслуг[4]
- 1952 — Великий офицер ордена «За заслуги перед Итальянской Республикой»[5]
- 1965 — Кавалер Большого креста ордена «За заслуги перед Итальянской Республикой»[6]
- 1997 — Премия «Легенды Диснея» (посмертно)[7]